# Bohicon
Bohicon este un oraș din departamentul Zou, Benin.

## Personalități
- Nicéphore Soglo, fost președinte al Beninului